# Sekpele (Sprache)
Sekpele (auch Likpe, Mu, Bosele) ist eine Sprache mit nur noch ca. 23.400 Sprechern (2003) im Südosten Ghanas nördlich von Hohoe an der Grenze zu Togo.
Sie ist die Sprache des Volkes der Sekpele.